# Judith Perrignon
Judith Perrignon, née en 1967, est une journaliste, écrivaine et essayiste française.

## Biographie
Elle est la fille de Claude Perrignon, journaliste, décédé en 2013, et de Marie-Christine Verhaeghe.
Entrée en 1991 au journal Libération comme journaliste politique, Judith Perrignon fera un détour par la page « portrait » du journal, avant de le quitter en avril 2007. Depuis, elle collabore en tant que pigiste aux revues Marianne, M, le magazine du Monde et XXI et elle s'adonne à l'écriture de livres.
En 2017, elle signe une série d'émissions sur Bruce Springsteen sur France Culture.
Plusieurs de ses ouvrages sont issus de reportages qu'elle a réalisés pour France Culture. C'est le cas pour Le jour où le monde a tourné , qui parle des années Thatcher et pour Notre guerre civile, sur le personnage de Louise Michel.
Sa fille Lola Frichet, est une bassiste renommée notamment sur les tournées d'Hoshi et membre permanente du groupe punk/metal Pogo Crash Control. 

## Œuvres
- Mauvais génie, cosigné avec Marianne Denicourt, Stock, 2005
- C'était mon frère, Éditions de l'Iconoclaste, 2006sur Vincent van Gogh et son frère Théo, prix Marianne 2007
- La Nuit du Fouquet's, cosigné avec Ariane Chemin, Éditions Fayard, 2007dans ce livre elle revient sur la nuit qui suivit l'élection du président Nicolas Sarkozy en 2007
- Lettre à une mère et Les Secrets des mères, avec le professeur René Frydman, Éditions de l'Iconoclaste, 2008
- L'Intranquille : autoportrait d'un fils, d'un peintre, d'un fou, cosigné avec Gérard Garouste, Éditions de l'Iconoclaste, 2009
- Les Chagrins (premier roman), Stock, 2010
- Les Yeux de Lira (roman policier), avec Eva Joly, Édition Les Arènes, 2011
- N'oubliez pas que je joue avec Sonia Rykiel, Éditions de l'Iconoclaste, 2012[4].
- Les Faibles et les Forts, Stock, 2013
- Et tu n'es pas revenu, avec Marceline Loridan-Ivens, Grasset, 2015prix Jean-Jacques-Rousseau de l'autobiographie (décerné à Marceline Loridan-Ivens seule)
- Victor Hugo vient de mourir, L'Iconoclaste, 2015prix révélation SGDL 2015
- French Uranium, avec Eva Joly, Éditions Les Arènes, 2017
- L'Amour d'après, récit écrit avec Marceline Loridan-Ivens, Grasset, 2018
- L'insoumis, Grasset, 2019
- Là où nous dansions, Rivages, 2021
- Le jour où le monde a tourné, Grasset, 2022
- Notre guerre civile, Grasset, 2023[5]

## Série radiophonique
- Eva Joly et Judith Perrignon (2020) Série French Uranium ; Mort d'un ministre, France Culture (Fictions / Samedi noir) Samedi 11 avril 2020
- Eva Joly et Judith Perrignon (2020) French Uranium ; Les dessous du Victoria Palace, France Culture (Fictions / Samedi noir) Samedi 18 avril 2020
- Eva Joly et Judith Perrignon (2020) French Uranium ; Dommages collatéraux, France Culture (Fictions / Samedi noir) Samedi 25 avril 2020